# Aize
Aize  là một xã ở tỉnh Indre khu vực trung bộ Pháp. Xã này có diện tích 17,07 km², dân số thời điểm năm 2005 là 126 người. Khu vực này có độ cao trung bình 121 mét trên mực nước biển.